# Dale Copley
Dale Copley (* 29. Juli 1991 in Ingham, Queensland) ist ein australischer Rugby-League-Spieler. Er spielt für die Sydney Roosters in der NRL.

## Karriere
Copley spielte anfangs Juniorenrugby für die Aspley Devils, bevor die Brisbane Broncos ihn unter Vertrag nahmen. Von 2009 bis 2011 spielte er für die Broncos in der National Youth Competition.
2009 hatte er sein NRL-Debüt in Runde 15 gegen die Cronulla-Sutherland Sharks. In seinem dritten NRL-Spiel in Runde 20 gegen die Gold Coast Titans legte er seinen ersten Versuch. Insgesamt absolvierte er 2009 vier Spiele, in denen er zwei Versuche legte. 2010 absolvierte er zwei NRL-Spiele, in denen er einen Versuch legte, den Großteil der Saison verbrachte er aber in der NYC.
2011 absolvierte er 17 NRL-Spiele, in denen er acht Versuche legte. 2012 verletzte sich Jharal Yow Yeh, der Außendreiviertel der Broncos, in Runde 4 gegen die South Sydney Rabbitohs am Sprunggelenk und wurde den Rest der Saison durch Copley ersetzt. Copley absolvierte 15 Spiele, in denen er vier Versuche legte.
2013 verletzte er sich bereits in der ersten Runde gegen die Gold Coast Titans an der Patellarsehne, wodurch er den Rest der Saison ausfiel.
2014 nahm er mit den Broncos an den NRL Auckland Nines teil. Bereits im ersten NRL-Spiel 2014 gegen die Canterbury-Bankstown Bulldogs legte er einen Versuch. Nach Ende der Saison war er mit 16 Versuchen in 25 Spielen der Spieler der Broncos mit den meisten Versuchen. 2015 nahm er aufgrund von Verletzungen nur an 9 Spielen teil, in denen er einen Versuch legte.
Am 18. Januar 2016 unterschrieb Copley einen Dreijahresvertrag bei den Sydney Roosters.